# Кислые соли
Кислые соли (англ. acid salt) — продукт неполной нейтрализации кислоты основанием.

## Свойства
При растворении данных солей они диссоциируют ступенчато на катионы металла и сложные анионы кислотного остатка, в последующем распадающиеся на ионы, являющиеся продуктами диссоциации этого сложного кислотного остатка. Например:
{\displaystyle {\ce {NaHCO3 -> Na+{}+ HCO3-}}}
{\displaystyle {\ce {HCO3- <=> H+{}+ CO3^{2-}}}}
Для полного замещения атомов водорода металлом добавляется основание:
{\displaystyle {\ce {NaHS + NaOH -> Na2S + H2O}}}

## Получение
Кислые соли (гидросоли) получают благодаря неполному насыщению кислот (см. уравнения 1—5) или присоединением кислоты к нейтральной соли. 
{\displaystyle {\ce {2NaOH + H2SO4 -> H2O + Na2SO4}}} — нейтральный сульфат натрия (1)
{\displaystyle {\ce {NaOH + H2SO4 -> H2O + NaHSO4}}} — кислый сульфат натрия (гидросульфат натрия) (2)
{\displaystyle {\ce {3NaOH + H3PO4 -> 3H2O + Na3PO4}}} — нейтральный фосфат натрия (3)
{\displaystyle {\ce {2NaOH + H3PO4 -> 2H2O + Na2HPO4}}} — кислый двузамещенный фосфат натрия (гидрофосфат натрия) (4)
{\displaystyle {\ce {NaOH + H3PO4 -> H2O + NaH2PO4}}} — кислый однозамещенный фосфат натрия (дигидрофосфат натрия) (5)

### Комментарии
1. ↑  Также может быть использован термин «ацидо». Например, NaHSO4 — натрий-ацидо-сульфат[4].